# Wojskowa Agencja Fotograficzna

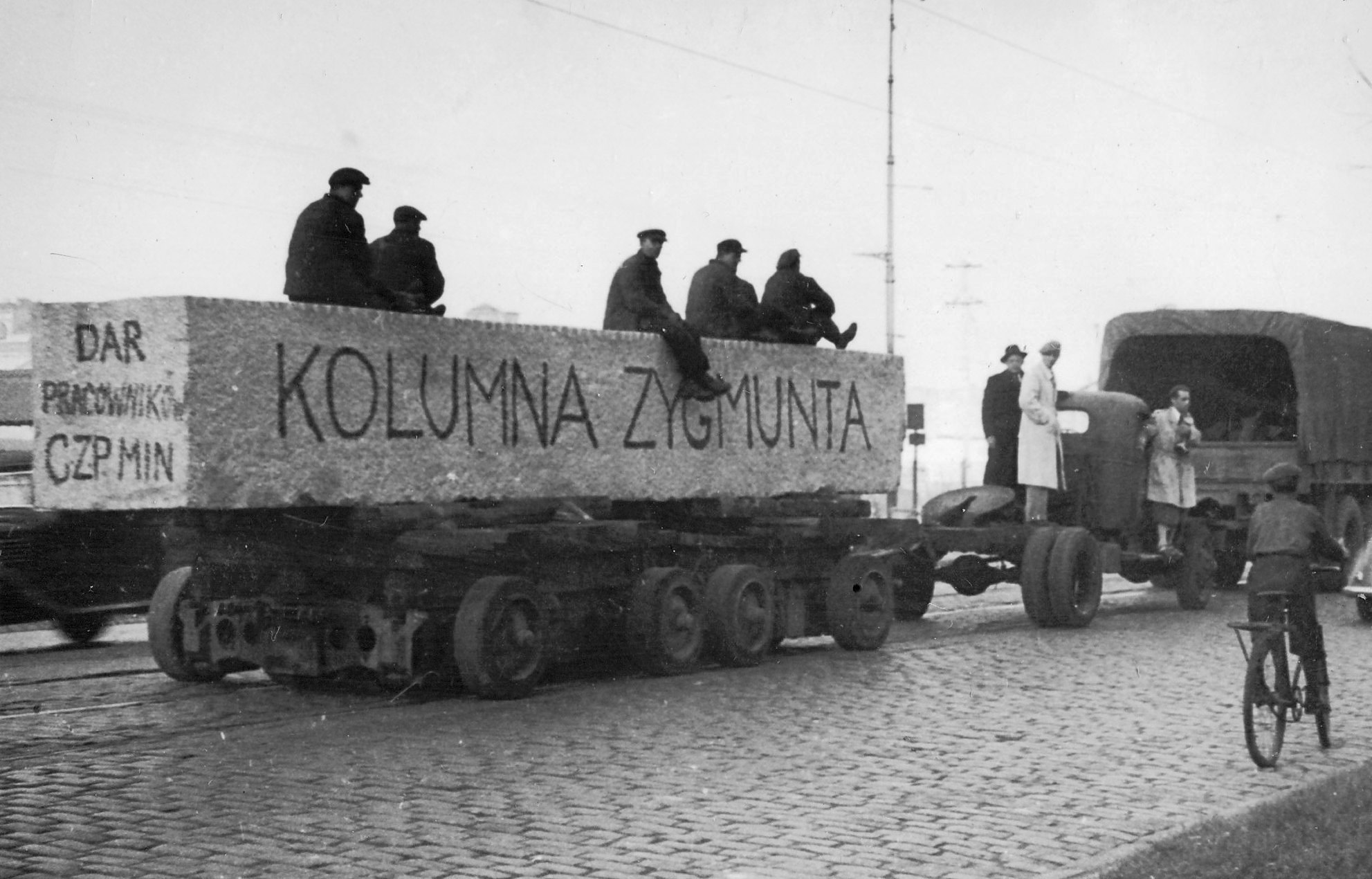
Foto: WAF (archiwum)

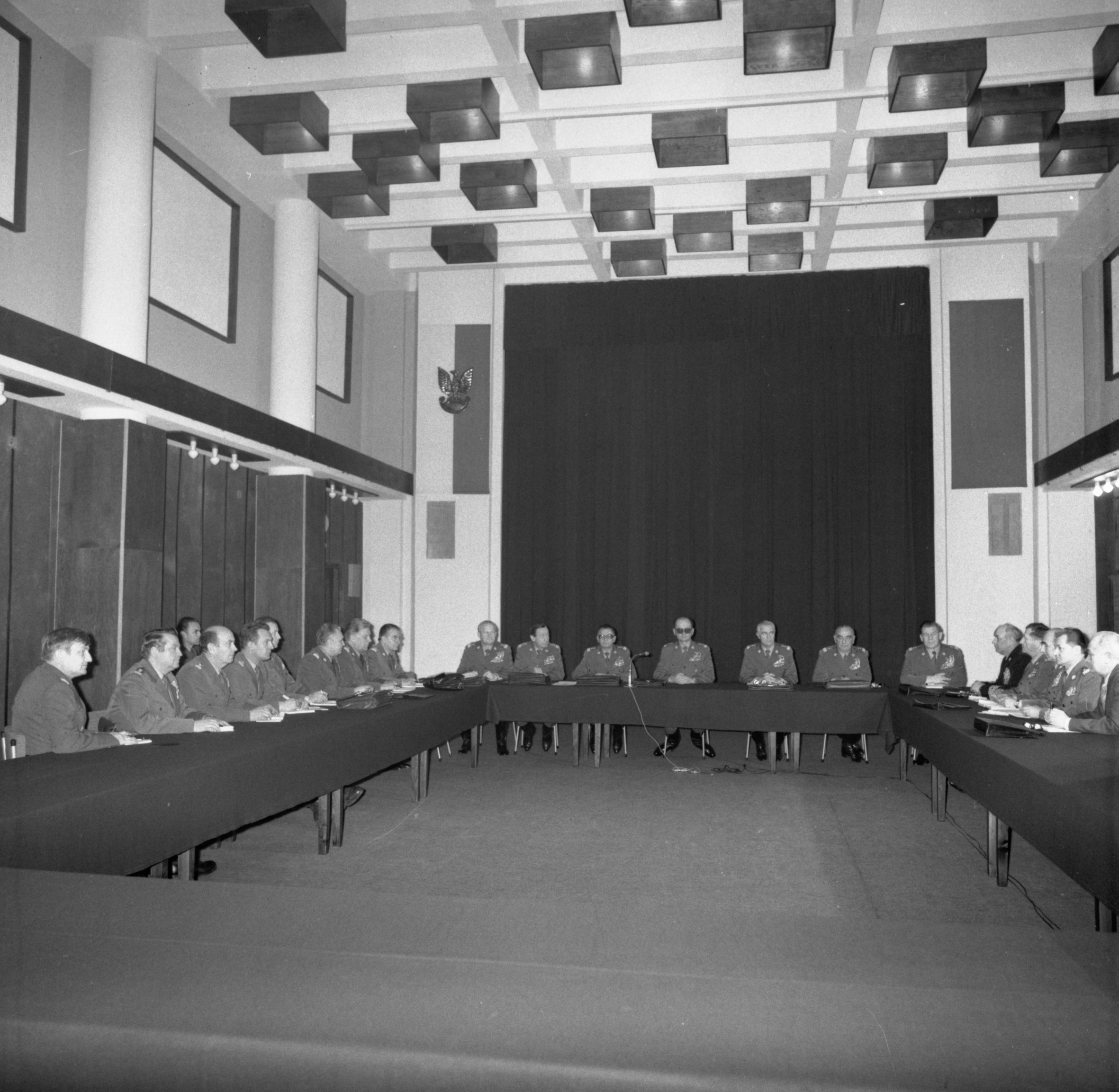
Foto: WAF (archiwum)

Wojskowa Agencja Fotograficzna (WAF) – agencja fotograficzna utworzona w Warszawie 1 lipca 1947 roku.

## Historia
Wojskowa Agencja Fotograficzna była pierwszą agencją fotograficzną utworzoną w Polsce po II wojnie światowej. Współzałożycielką i kierowniczką agencji – do 1948 była Julia Pirotte. Celem aktywności WAF było tworzenie dokumentacji fotograficznej z działań Wojska Polskiego, tworzenie dokumentacji fotograficznej (fotoreportaży) z wydarzeń gospodarczych, kulturalnych i politycznych w Polsce oraz tworzenie archiwum fotograficznego odrodzonego Wojska Polskiego. Wojskowa Agencja Fotograficzna stała się właścicielem archiwum fotograficznego Filmu Polskiego (negatywy i pozytywy).
Wojskowa Agencja Fotograficzna dysponowała sekcją fotoreporterów utworzoną przez Jana Mierzanowskiego – współzałożyciela WAF, która (zależnie od potrzeb) współpracowała z prasą cywilną. W 1951 roku utworzono w WAF Redakcję Przeźroczy. Od 1953 WAF publikowała codzienny fotoserwis prasowy, tematycznie powiązany z wojskiem. Od 1967 zasięg fotoserwisu poszerzono o tematykę ogólnokrajową i zagraniczną, co było pokłosiem nawiązania współpracy z Centralną Agencją Fotograficzną. 
Od 1955 WAF była wydawcą kronik miesięcznych i problemowych zestawów fotograficznych. W 1967 rozpoczęto wydawanie kwartalnika Fotoserwisu Powszechnej Samoobrony.

## Działalność
W 1967 Wojskowa Agencja Fotograficzna – po 20 latach działalności – miała w swoich zbiorach około 3,5 miliona fotografii prasowych, 127 fotokronik, 62 fotozestawy, 720 zestawów tematycznych przeźroczy, 8 milionów kart pocztowych oraz pół miliona negatywów. W latach 1967–1971 współpracowała z 8 redakcjami czasopism wojskowych, 47 redakcjami gazet cywilnych (centralnych i wojewódzkich) oraz z 7 redakcjami tygodników ogólnopolskich. 
Wojskowa Agencja Fotograficzna zakończyła działalność w 1991 roku – jej archiwum zostało przejęte przez Dom Wydawniczy Bellona, w czasie późniejszym trafiło do Centralnego Archiwum Wojskowego – w 1999 przekazane ówczesnemu Archiwum Dokumentacji Mechanicznej (obecnie Narodowe Archiwum Cyfrowe).